# Светопрозрачные конструкции
Светопрозра́чные (светопропускающие) конструкции относятся к группе ограждающих конструкций. Предназначены для обеспечения теплоизоляции, необходимой естественной освещённости и возможности визуального контакта с окружающей средой.
Светопрозрачная конструкция может быть отдельно стоящим самостоятельным сооружением, примыкающим к зданию или элементом здания. Светопропускающие конструкции зданий классифицируются на наружные — ограждающие и внутренние.

## Наружные
Окно